# Tadeusz Pietrucha
Tadeusz Pietrucha (ur. 1959) – polski biotechnolog, profesor nadzwyczajny Uniwersytetu Medycznego w Łodzi.

## Życiorys
Jest absolwentem biologii molekularnej na Uniwersytecie Łódzkim. Studiował także filozofię. Ukończył studia podyplomowe Master of Science in Science and Technology Commercialization – MSSTC (Podyplomowe Studium Komercjalizacji Nauki i Technologii) na UŁ i Texas University at Austin. W roku 1992 uzyskał stopień doktora nauk medycznych w zakresie biologii medycznej, specjalność: biologia medyczna na Wydziale Lekarskim Akademii Medycznej w Łodzi. Następnie na tej samej uczelni habilitował się w zakresie biologii medycznej (2004).
Obecnie jest kierownikiem Zakładu Biotechnologii Medycznej Katedry Medycyny Molekularnej i Biotechnologii alokowanej na Wydziale Nauk Biomedycznych i Kształcenia Podyplomowego.
Tadeusz Pietrucha jest inicjatorem i założycielem Bio-Forum Łódz i jednym ze współzałożycieli spółki Mabion S.A. Jest członkiem Narodowej Rady Rozwoju. Zasiadał w Radzie Naukowej Fundacji Instytut na rzecz Kultury Prawnej Ordo Iuris.
Odznaczony Medalem 65-lecia Wyższego Szkolnictwa Medycznego w Łodzi (2010 r.).